# The Raelettes
The Raelettes fue un grupo de mujeres cantantes desde la década del 50' hasta los 80', formado, como su nombre sugiere, para acompañar con sus coros vocales al cantante Ray Charles. 
Lo conformaron originalmente McCrea, Margie Hendricks, Patricia Lyles, y Gwendolyn Berry. Posteriormente también fueron integrantes Mable Jhon y Susaye Greene. En los años 80 The Raelettes incluyeron a Avis Harrell, Madlyne Qubeck, Estella Yarobourgh, Trudy Cohran, y Pat Peterson; grabaron con Charles y tocaron junto a él en uno de los conciertos más grandes que ofreció poco antes de su muerte. En el concierto participó The Edmonton Symphony Orchestra y fue televisado por el canal KCET de Canadá.
Aunque nunca fueron famosas por sus discos o grabaciones, tuvieron un número de hits de pop y R&B y varios tuvieron prominentes carreras como solistas. Según el relato de Ray Charles, antes de llamarse The Raelettes, el grupo se llamó The Cookies.

## Singles
- "One Hurt Deserves Another" (#67)
- "I Want To (Do Everything For You)" (#92) b/w "Keep It To Yourself"
- "Bad Water" (#53) b/w "That Goes To Show You"
- "I've Been Gett'n Along Alright" (#23) b/w "All I Need Is His Love"
- "I Want to Thank You" (#101)
- "Leave My Man Alone" b/w "Here I Go Again"

- Datos: Q1250236